# Extension of a Man
Extension of a Man è un album in studio del cantante statunitense Donny Hathaway, pubblicato nel 1973.

## Tracce
Tutte le tracce sono state scritte da  Donny Hathaway, eccetto dove indicato.
1. I Love the Lord; He Heard My Cry (Parts I & II) - 5:32
2. Someday We'll All Be Free (Hathaway, Edward Howard) - 4:14
3. Flying Easy - 3:13
4. Valdez in the Country - 3:33
5. I Love You More Than You'll Ever Know (Al Kooper) - 5:23
6. Come Little Children - 4:35
7. Love, Love, Love (J.R. Bailey, Ken Williams) - 3:25
8. The Slums - 5:11
9. Magdalena (Danny O'Keefe) - 3:08
10. I Know It's You (Leon Ware) - 5:13
11. Lord Help Me (Joe Greene, Billy Preston) - 4:06